# 小牧七夕まつり
小牧七夕まつり（こまきたなばたまつり）は、愛知県小牧市中心部にあるラピオ通り商店街とハナミズキ通りで毎年夏に行われる祭である。主催は小牧七夕まつり実行委員会。複合商業施設ラピオの周囲の道路を封鎖して歩行者天国にし、様々な催しが行われる。なお同日には同じく小牧市の中心部で、こまき令和夏まつりも行われる。